# Marcelo Salas
José Marcelo Salas Melinao (Temuco, 24 december 1974) is een voormalig Chileens voetballer, bijgenaamd El Matador, die tezamen met Elías Figueroa en Iván Zamorano wordt gerekend tot de beste voetballers uit zijn vaderland.

## Clubcarrière
Salas begon bij het lokale Deportes Temuco. Op 17-jarige leeftijd kwam hij bij Universidad de Chile terecht. Voor deze profclub debuteerde de aanvaller in 1994 en Salas werd met Universidad tweemaal landskampioen. In 1996 vertrok Salas naar het Argentijnse River Plate, waar hij twee seizoenen bleef.
In 1998 maakte Salas de overstap naar Italië, waar hij speelde voor Lazio Roma (1998-2001) en Juventus (2001-2003). Hij maakte in 97 Serie A-duels 36 doelpunten. Salas had met zijn goals een belangrijke rol in de landstitel van Lazio in 2000. Via River Plate (2003-2005) keerde Salas in juli 2005 terug bij Universidad.
Op 26 november 2008 beëindigde hij zijn loopbaan wegens aanhoudend blessureleed.

## Interlandcarrière
Met het Chileens nationaal elftal nam Salas deel aan het WK 1998 in Frankrijk en aan de Copa América van 1997 en 1999. Op het WK scoorde de aanvaller vier keer: tegen Italië (2), Oostenrijk en Brazilië. Salas is all-time topscorer van zijn land met 37 doelpunten.
Salas maakte zijn debuut voor de nationale ploeg op woensdag 18 mei 1994 in een vriendschappelijke wedstrijd tegen Argentinië, net als verdediger Miguel Ardiman. Het duel in Santiago eindigde in een 3-3 gelijkspel. Salas nam in de 75ste minuut de 2-2 voor zijn rekening. Rodrigo Barrera maakte de andere twee Chileense treffers. Salas vormde jarenlang een succesvol spitsenduo met Iván Zamorano, de zogeheten SaZa-combine.

## Voetballer van het Jaar
Salas werd in 1997 verkozen tot Zuid-Amerikaans Voetballer van het Jaar en Argentijns voetballer van het jaar.

## Statistieken
| Club                                  | Seizoen         | Competitie | Competitie | Beker | Beker | Internationaal | Internationaal | Totaal | Totaal |
| Club                                  | Seizoen         | Duels      | Goals      | Duels | Goals | Duels          | Goals          | Duels  | Goals  |
| ------------------------------------- | --------------- | ---------- | ---------- | ----- | ----- | -------------- | -------------- | ------ | ------ |
| Universidad de Chile Chili            | 1993            | 15         | 1          | -     | -     | -              | -              | 15     | 1      |
| Universidad de Chile Chili            | 1994            | 25         | 27         | 15    | 12    | 6              | 2              | 46     | 41     |
| Universidad de Chile Chili            | 1995            | 27         | 17         | 4     | 0     | 7              | 5              | 38     | 22     |
| Universidad de Chile Chili            | 1996            | 10         | 5          | 5     | 2     | 12             | 5              | 27     | 12     |
| Universidad de Chile Chili            | 2005            | 10         | 5          | -     | -     | -              | -              | 10     | 5      |
| Universidad de Chile Chili            | 2006            | 28         | 13         | -     | -     | -              | -              | 28     | 13     |
| Universidad de Chile Chili            | 2007            | 14         | 8          | -     | -     | -              | -              | 14     | 8      |
| Universidad de Chile Chili            | 2008            | 22         | 9          | -     | -     | -              | -              | 24     | 11     |
| Universidad de Chile Chili            | Totaal          | 151        | 85         | 24    | 14    | 25             | 12             | 205    | 113    |
| River Plate Argentinië                | 1996/97         | 26         | 11         | -     | -     | 4              | 0              | 30     | 11     |
| River Plate Argentinië                | 1997/98         | 27         | 20         | -     | -     | 10             | 7              | 37     | 27     |
| River Plate Argentinië                | 2003/04         | 17         | 6          | -     | -     | 4              | 2              | 21     | 8      |
| River Plate Argentinië                | 2004/05         | 15         | 4          | -     | -     | 7              | 5              | 22     | 9      |
| River Plate Argentinië                | Totaal          | 85         | 34         | -     | -     | 25             | 14             | 110    | 48     |
| SS Lazio Italië                       | 1998/99         | 30         | 19         | 7     | 5     | 6              | 3              | 43     | 27     |
| SS Lazio Italië                       | 1999/00         | 28         | 12         | 3     | 0     | 11             | 5              | 42     | 17     |
| SS Lazio Italië                       | 2000/01         | 21         | 18         | 2     | 1     | 9              | 0              | 32     | 19     |
| SS Lazio Italië                       | Totaal          | 79         | 34         | 12    | 6     | 26             | 8              | 117    | 48     |
| Juventus Italië                       | 2001/03         | 18         | 2          | 4     | 1     | 4              | 1              | 26     | 4      |
| Juventus Italië                       | Totaal          | 18         | 2          | 4     | 1     | 4              | 1              | 26     | 9      |
| Totaal carrière                       | Totaal carrière | 333        | 155        | 40    | 21    | 80             | 35             | 458    | 213    |
| Bijgewerkt tot en met 1 december 2008 |                 |            |            |       |       |                |                |        |        |

### Doelpunten
|                                | Duels | Goals | Gemiddelde |
| ------------------------------ | ----- | ----- | ---------- |
| Primera División               | 338   | 157   | 0.46       |
| Nationale bekercompetities     | 40    | 21    | 0.53       |
| Internationale bekertoernooien | 80    | 35    | 0.44       |
| Chileens voetbalelftal         | 70    | 37    | 0.53       |
| Totaal                         | 528   | 250   | 0,47       |

## Erelijst
Universidad de Chile
- Primera División: 1994, 1995

 River Plate
- Primera División: 1996 Apertura, 1997 Clausura, 1997 Apertura, 2004 Clausura
- Supercopa Sudamericana: 1997

 SS Lazio
- Serie A: 1999/00
- Coppa Italia: 1999/00
- Supercoppa Italiana: 1998, 2000
- UEFA Cup Winners' Cup: 1998/99
- UEFA Super Cup: 1999

 Juventus
- Serie A: 2001/02, 2002/03
- Supercoppa Italiana: 2002